# Dolný Hričov
Dolný Hričov – wieś (obec) na Słowacji położona w kraju żylińskim, w okręgu Żylina. Pierwsze wzmianki o miejscowości pochodzą z roku 1208.
Według danych z dnia 31 grudnia 2016, wieś zamieszkiwało 1569 osób, w tym 808 kobiet i 761 mężczyzn.
W 2001 roku rozkład populacji względem narodowości i przynależności etnicznej wyglądał następująco:
- Słowacy – 99,04%
- Czesi – 0,62%
- Ukraińcy – 0,07%